# Хант, Александр Владимирович
Алекса́ндр Влади́мирович Хант (при рождении Евсе́ев; 3 декабря 1985, Ханты-Мансийск, СССР) — российский кинорежиссёр, сценарист, продюсер и оператор. Наиболее известен как автор фильма «Как Витька Чеснок вёз Лёху Штыря в дом инвалидов». Лауреат премии «Ника-2018» в номинации «Открытие года».

## Биография
Александр Хант родился 3 декабря 1985 года в Ханты-Мансийске. По одной из версий, псевдоним он выбрал по аналогии с названием родного города, сам режиссёр эту трактовку опровергает, однако подробностей выбора фамилии не раскрывает.
В 2008 году окончил операторский факультет СПбГУКиТ (курс Эдуарда Розовского и Сергея Астахова), затем поступил во ВГИК, на режиссёрский факультет (мастерская Карена Шахназарова и Олега Шухера) и окончил его в 2012 году. За время обучения снял игровые короткометражные фильмы «В Опере» (2011) и «Ужин» (2012), а также документальную короткометражку «Питер, Петербург!» (2008), которая стала лауреатом ХVI ОФ студенческих и дебютных фильмов «Святая Анна». Кроме того, в 2008 работал как оператор над короткометражной картиной Михаила Рубцова «Часы без стрелок». В титрах к этим работам он указан под своей изначальной фамилией, как Александр Евсеев.
Известность Ханту принёс фильм «Как Витька Чеснок вёз Лёху Штыря в дом инвалидов» (2017), который, по мнению критиков, стал одним из главных событий нового отечественного кинематографа. Эта работа принесла режиссёру премию «Ника» в категории «Открытие года». Картина также взяла гран-при на Международном кинофестивале в Карловых Варах. Главные роли в фильме режиссёра-дебютанта исполнили именитые российские актёры Евгений Ткачук и Алексей Серебряков, причем Серебряков отказался от гонорара и снимался бесплатно.
Фильм снят в жанре криминальной драмы формата «роуд-муви» и повествует о том, как бывший детдомовец (Евгений Ткачук) находит своего отца-уголовника (Алексей Серебряков) и они вместе отправляются в Воронежский дом инвалидов. По мнению некоторых критиков, жанровая привязка к криминальному «роуд-муви» — всего лишь формальность, а на самом деле картина являет собой пример артхаусного кинематографа.
Будучи дипломной работой во ВГИКе, картина стала первым полнометражным опытом не только для Ханта, но и для его соавторов — сценариста Алексея Бородачева и оператора-постановщика Даниила Фомичева.
После успеха фильма «Как Витька Чеснок вёз Лёху Штыря в дом инвалидов» Хант продолжил режиссёрскую карьеру и снял комедию «Энский Робинзон» (2017). История повествует о главном редакторе газеты в провинциальном городе Энске, который ради сенсации выдумал историю про местного жителя, якобы научившегося разговаривать с медведями.
В 2020 году снял российскую часть международного документального фильма о пандемии коронавирусной инфекции.
В октябре 2021 года Хант представил фильм «Межсезонье», посвященный проблемам современных подростков в России. Основная часть съемок картины прошла в Екатеринбурге. Фильм участвовал в конкурсе дебютных работ молодых режиссеров Варшавского кинофестиваля в 2021 году и получил приз молодежного жюри FIPRESCI. Картина была также удостоена специального приза фестиваля молодежных и детских фильмов Just Film, проходящего в рамках 25 Таллиннского кинофестиваля «Темные ночи». В ноябре 2022 года фильм получил гран-при 14-го международного фестиваля «Северный характер» в Мурманске.
В 2023 году стал худруком снятого на деньги Института развития интернета документального проекта о «героях нашего времени» «Россия-Одиссея», посвящённого волонтерам, тушителям лесных пожаров и паралимпизму.

## Фильмография
Александр Хант работал над следующими фильмами:

### Режиссёр
- 2008 — Питер, Петербург! (документальный, короткометражный)
- 2011 — В опере (короткометражный)
- 2012 — Ужин (короткометражный)
- 2017 — Как Витька Чеснок вёз Лёху Штыря в дом инвалидов
- 2018 — Энский Робинзон
- 2018 — Муза (короткометражный)
- 2020 — Карантин
- 2021 — Межсезонье
- 2024 — Джекпот

### Сценарист
- 2008 — Питер, Петербург!
- 2011 — В опере
- 2012 — Ужин
- 2018 — Муза

### Продюсер
- 2012 — Ужин
- 2018 — Кастинг

### Оператор
- 2008 — Питер, Петербург!
- 2018 — Кастинг